# شانبرگ اشتیریا
شانبرگ اشتیریا (به آلمانی: Bad Schwanberg) یک منطقهٔ مسکونی در اتریش است که در دویچلندسبرگ واقع شده‌است. شانبرگ اشتیریا ۱۲٫۰۴ کیلومتر مربع مساحت دارد ۴۲۷ متر بالاتر از سطح دریا واقع شده‌است.